# Ejuitepec
Ejuitepec är en ort i Mexiko.   Den ligger i kommunen Zongolica och delstaten Veracruz, i den sydöstra delen av landet, 240 km öster om huvudstaden Mexico City. Ejuitepec ligger 1 234 meter över havet och antalet invånare är 217.
Terrängen runt Ejuitepec är varierad. Runt Ejuitepec är det ganska tätbefolkat, med 155 invånare per kvadratkilometer. Närmaste större samhälle är Orizaba, 19,6 km nordväst om Ejuitepec. I omgivningarna runt Ejuitepec växer i huvudsak städsegrön lövskog.